# Будівля Київського національного медичного університету
Будівля Київського національного медичного університету — 23-поверховий хмарочос у Києві. Один з корпусів  Національного медичного університету імені Олександра Богомольця.

## Історія будівництва

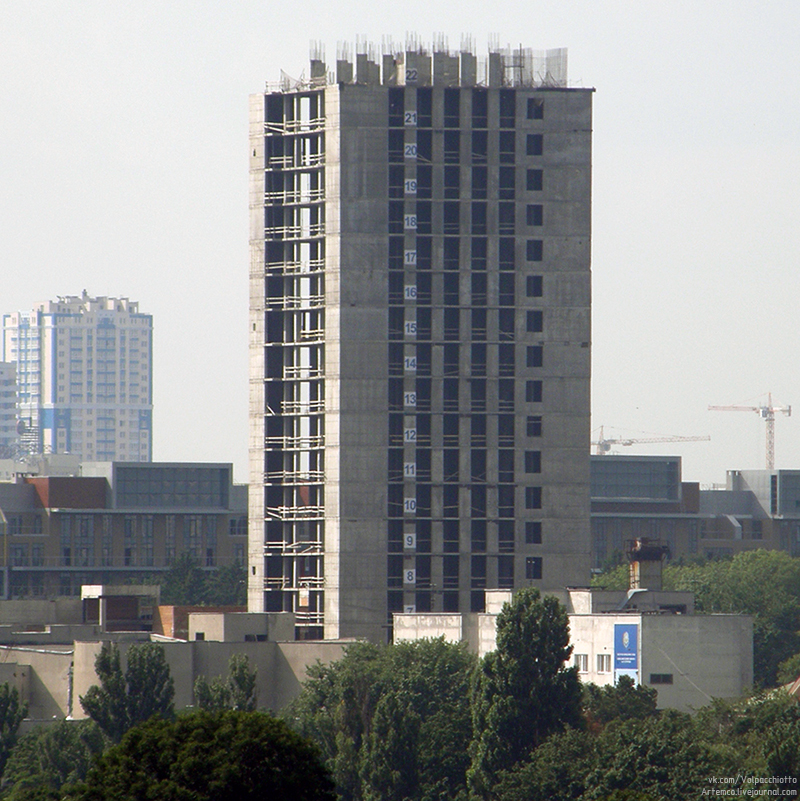
незакінчене будівництво без крану, 2013

Проєкт будівлі розробили ще в 1990-х роках. Будівництво розпочали в 2010 році.
У 2012 році будівництво було остаточно зупинено на невизначений термін.
Проєкт тимчасово визнано недійсним, розглядають можливі зміни в концепції, зокрема, збільшення поверховості та висоти будівлі, збільшення загальної площі.